# Batalha do Volturno (1860)
A batalha do Volturno foi uma série de eventos militares ocorridos entre setembro e outubro de 1860 d.C. no marco da unificação italiana, que desencadeou em uma batalha sucedida entre os dias 1 e 2 de outubro. Enfrentaram-se as tropas duo sicilianas sob o comando do rei Francisco II, e as tropas sardo-piemontesas de Giuseppe Garibaldi, com a vitória defensiva destes últimos, nas proximidades do rio italiano Volturno, entre as cidades de  Cápua e Caserta. A derrota por parte dos borbônicos impossibilitou seu regresso a Nápoles, o que foi decisivo para a unificação da Itália.  

## Prelúdio
Em 6 de maio de 1860, Garibaldi partiu de Quarto, perto de Gênova, com aproximadamente 1000 homens para conquistar o Reino das Duas Sicílias pelo nome da casa de Saboia, a fim de realizar a unificação italiana sob o comando de Vítor Emanuel II. Em 11 de maio desembarcou em Marsala, Sicília, e com a ajuda de soldados sardo-piemonteses enviados e sicilianos independentistas aumentou seu exército e pode tomar Palermo, em 8 de junho.
O Reino da Sardenha se declarava contra a expedição de Garibaldi oficialmente, mas na verdade a apoiava com soldados e serviços de inteligência. Crendo nas palavras do governo piemontês, Francisco II queria realizar uma aliança com Vítor Emanuel, entretanto  Garibaldi continuava a avançar. Esta foi a forma por qual o Reino da Sardenha invadiu  o sul da Itália, sem uma declaração de guerra prévia.
Assim, em 18 de agosto, as tropas de Garibaldi entraram no continente e em 17 dias se detiveram nas portas de Nápoles. Para evitar um bombardeio dentro da cidade com perdas civis, Francisco decidiu abandonar com seu exército a capital para se dirigir a Capua. Nas margens do rio Volturno, foi decidido se Francisco regressava a Nápoles ou se Garibaldi conseguia derrotar as tropas do reino do sul. 

## Disposição das tropas em campo
No centro de ação da batalha se situava Caserta, onde Garibaldi construiu sua base. Na zona oeste estavam localizadas as defesas garibaldinas de San Tammaro e Santa Maria Capua Vetere; a noroeste tinham fortes em uma zona de colinas. No nordeste se localizava um pequeno destacamento garibaldino comandado por Pilade Bronzetti. No extremo leste, Nino Bixio defendia o povoado de Maddaloni e a rota até Caserta.
Do lado napolitano, tinha duas direções de ataque: a primeira a oeste com base em Capua, comandada pelo general Tabachhi com 4.600 homens e a segunda do marechal Afan de Rivera com 5.000 homens. Estas tropas atacariam as posições de San Tammaro e Santa Maria Capua Vetere. O contingente leste, comandada por Von Mechel se dirigiria para Maddaloni com o resto das tropas para em seguida tentar tomar Caserta.
O general Von Mechel decidiu mandar o coronel Ruiz de Ballesteros, com 5.000 homens, para atacar Bixio e em seguida voltar a se unir com as tropas de Von Mechel para poder tomar Caserta. 

## A Batalha

### Frente oeste

#### Primeiros movimentos
Na tarde de 30 de setembro, Garibaldi conhecia perfeitamente a estratégia inimiga graças a oficiais  borbônicos traidores e ao serviço de inteligência piemontesa. Na segunda-feira de 1 de outubro, os garibaldinos já sabiam que este era o dia em que os napolitanos atacariam. De fato, as três e meia da manhã do primeiro dia do mês de outubro partiram de Capua as tropas borbônicas para atacar o inimigo. As cinco se confrontaram com o pelotão garibaldino posicionado em Santa Maria, os quais não estavam preparados para combater e se retiraram para se reorganizarem. 
O primeiro ataque contra Santa Maria foi comandado pelo marechal foggiano Luigi Tabacchi. Este dividiu suas tropas em duas colunas: na direita a brigada do coronel Giovanni D'Orgemont e na esquerda o primeiro regimento de granadeiros sob o comando do coronel Gennaro Murulli; em Cápua deixou de guarda o segundo regimento de granadeiros comandados por Carlo Grenet. Mas D'Orgemont tomou a direção errada e não pode reunir-se com Muralli, que teve manter sob pressão suas posições em Santa Maria. Entretanto, a brigada de D'Orgemont avançou com êxito contra o convento de Cappuccini do povo.
Enquanto isso, na ala esquerda garibaldina, em San Tammaro e Carditello, foram enviados quatro esquadrões de lanceiros comandados pelo brigadeiro Fabio Sergardi e a artilharia sob o comando de Matteo Negri. 

#### Combates em San Tammaro e Santa Maria

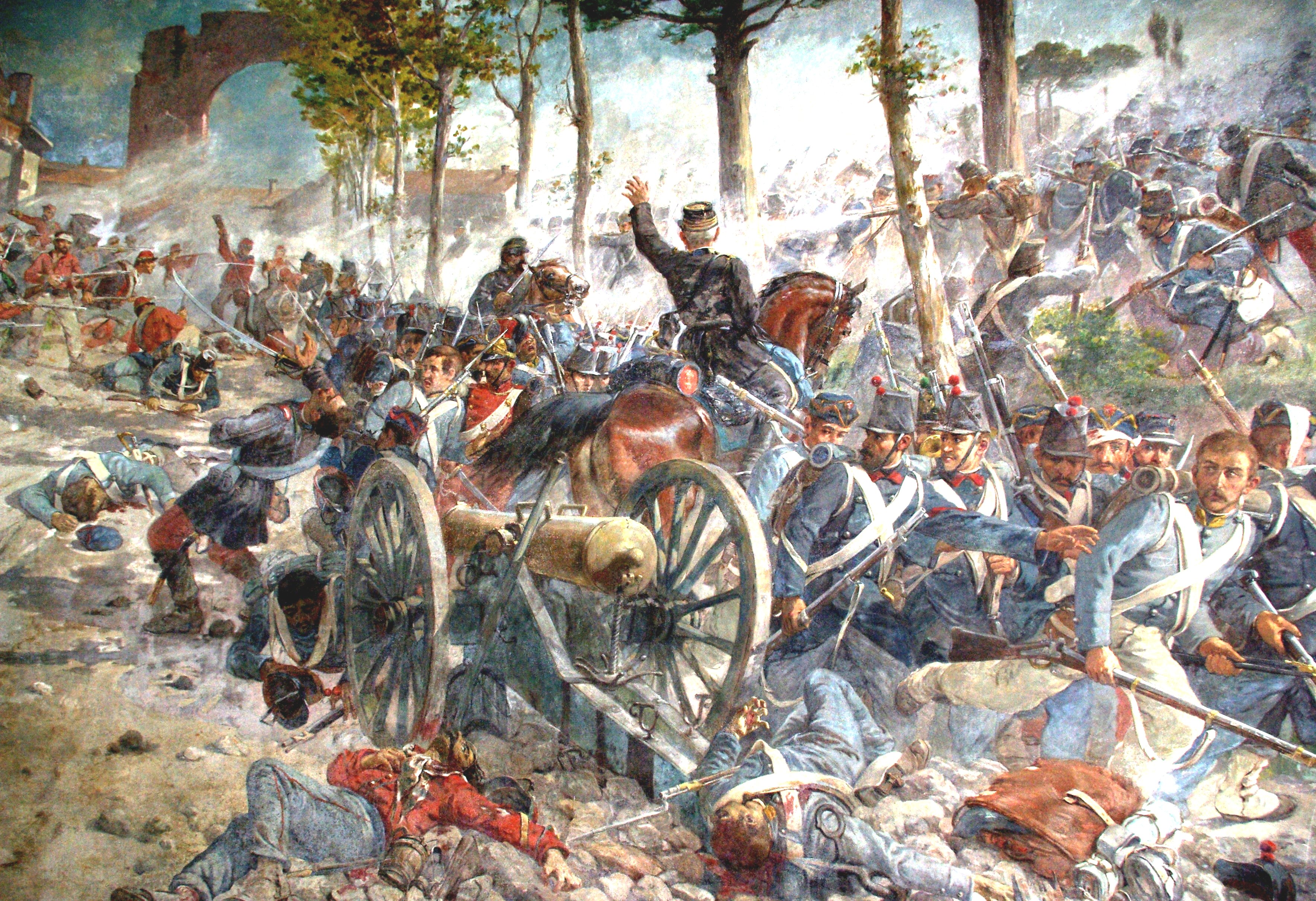
Confronto entre borbônicos e garibaldinos ao arredores do arco de Adriano em Santa Maria

D'Orgemont lançou na vanguarda quatro campanhas de batalhões de atiradores sob o comando do tenente-coronel Raffaele Ferrara, que continha o segundo batalhão de cavalaria do tenente-coronel Giovanni de Cosiron. Os atiradores trataram de conquistar o cemitério de Santa Maria porém foram contidos e sofreram graves perdas, além de perderem a posição.
A intervenção do batalhão conduzido com bravura e coragem por De Cosiron, expulsou os garibaldinos até as portas de Santa Maria Capua Vetere, mas devia esperar o batalhão de cavalaria de D'Orgemont. A investida em Convento do Povo foi um fracasso; a cavalaria avançou disparadamente sem organização, pondo em perigo os próprios homens de De Cosiron. Sob os disparos da artilharia inimiga, D'Orgemont, enviou o tenente Giovanni Giordano com sua artilharia para se opor aos canhões dos garibaldinos, porém também foi um fracasso. A cavalaria teve que se retirar apressadamente sem proteção, causando muitas perdas.
Enquanto isso, Negri obteve êxito ao expulsar os  garibaldinos de San Tammaro, estes úlitmos sob as ordens de Enrico Feldella. No lado dos atacantes, o experiente coronel de 54 anos, Gennaro Murulli, comandou os seus granadeiros até as barricadas inimigas, porém sua dificuldade em avançar ocasionou pesadas baixas.
Vendo estas dificuldades, Tabacchi mandou a campo o exército reserva do coronel Grenet. As oito da manhã os granadeiros começaram a retroceder,e neste ponto chegaram no campo de batalha o rei e seus irmãos para animar as tropas. 

#### Combates em San Angelo
No setor de San Angelo, dirigia a ofensiva o marechal Gaetano Afán de Rivera, um palermitano de 44 anos de ascendência espanhola, que tinha experiência militar nas campanhas da Sicília de 1848 e de 1849.
Tinha sob o seu comando dois comandantes de brigada, também palermitanos e com experiência militar: o brigadeiro Gaetano Barbalonga e o coronel Vicenzo Polizzy.
Polizzy realizou a primeira batalha neste setor, com um exército formado pela sétima, oitava, nona e décima brigada de caçadores; e a brigada de número treze e de um esquadrão do primeiro regimento composto por hussardos. A brigada de Barbalonga permaneceu na reserva. 
As cinco da manhã foi ativada a cavalaria do décimo batalhão, sob o comando do coronel napolitano de 58 anos, Luigi Capecelatro, que abriu fogo avançando pela rua principal do povoado com o grito Viva o Rei. Mas o exército garibaldino que defendia o povoado dizimou o batalhão com a descarga de oito canhões ingleses. A cavalaria já com 41 baixas e 61 feridos decidiu se retirar. 
Avançaram então o oitavo e nono batalhão e se sucedeu uma sangrenta luta corpo a corpo. Neste ponto interveio a brigada reserva de Barbalonga, lançando adiante o undécimo batalhão do coronel Federico De Lozza, enquanto o coronel Errico Pianell efetuava uma manobra de suporte atacando os inimigos posicionados no bosque de San Vito, pondo eles em fuga. Para conquistar o monte Tifata, foi fundamental o valente capitão napolitano de 48 anos Ferdinando Campanino, que com poucos homens, entrou no forte inimigo, capturou os canhões e fez alguns prisioneiros. 
Para reconquistar o monte, o garibaldino Medici tentou um contra ataque que foi derrotada pela segunda, sétima e oitava brigadas de cavalaria. Então Polizzy realizou um feroz ataque sobre os garibaldinos, conquistando todo o povoado depois de um banho de sangue. 
Depois da situação vitoriosa em San Angelo, o marechal Afàn de Rivera teria que ter mandado suas tropas contra as posições garibaldinas em Santa Maria. Entretanto, não deu nenhuma ordem para os seus homens, deixando-os inoperantes. 

### Frente leste

#### Combates em Maddaloni
Simultaneamente aos ataques em Santa Maria e San Angelo, neste se movia as tropas de Von Mechel formado por 8.000 homens. Em vez de atacar com todas as forças, sem esperar a autorização do marechal Ritucci, ele dividiu seu exército: deu quatro regimentos com um total de 8.000 homens ao coronel Ruiz de Ballesteros, com a ordem de avançar de Caiazzo para Caserta, onde se reuniriam as tropas para atacar Caserta. Com o resto das tropas, Von Mechel se dirigiu a Maddaloni.
O garibaldino Bixio havia ocupado estrategicamente todos os montes perto desta cidade com um batalhão de soldados piemonteses. Deixou as tropas fora da cidade e também na estrada que se dirigia a ela.
Mechel dividiu suas tropas em três colunas e as oito da manhã atacaram o monte Lugano, o monte Caro e as pontes do vale. No monte Lugano morreu o único filho do general Von Mechel, Emil Von Mechel, porém depois de duros combates as tropas de Garibaldi se viram obrigadas a retroceder.
Bixio, rodeado pelo inimigo abandonou o campo de batalha deixando numerosos canhões, mas Mechel sentido pela morte do seu filho, se deteve para descansar seus homens e esperar a chegada de Ruiz; Assim perdeu uma boa chance de destruir as divisões de Bixio.

#### Ruiz em Castel Morrone
Enqunato isso, Ruiz de Ballesteros marchava lentamente sem ter contato algum com Mechel.  Tinha a sua disposição o segundo, o quarto e oitavo regimentos. Mandou Domenico Nicoletti com o sexto regimento e alguns do soldados do segundo e quarto regimentos para ocupar Limàtola, enquanto ele, com o resto das tropas, se dirigia até Caserta. As tropas de Nicoletti, formada por uns 1.500 homens, venceram os garibaldinos em Limàtola e os perseguiram até o monte de Castel Morrone onde tinham fugido. Os napolitanos poderiam continuar sua marcha se não fosse pela ordem de Ruiz de conquistar  Castel Morrone.
Para os borbônicos não foi fácil conquistar Castel Morrone, os combates começaram as 11 da manhã, e cinco hora mais tarde, depois de ferozes combates, conseguiram penetrar na guarnição inimiga que se rendeu depois da morte do seu comandante, Bronzetti. 
Ruiz, em vez de ir até Maddaloni para ajudar Mechel, continuou lentamente sua marcha até Caserta. A tarde acampou em Caserta Vechia sem ter informações sobre a posição de Mechel.

### O final

#### Garibaldi utiliza seus reservas

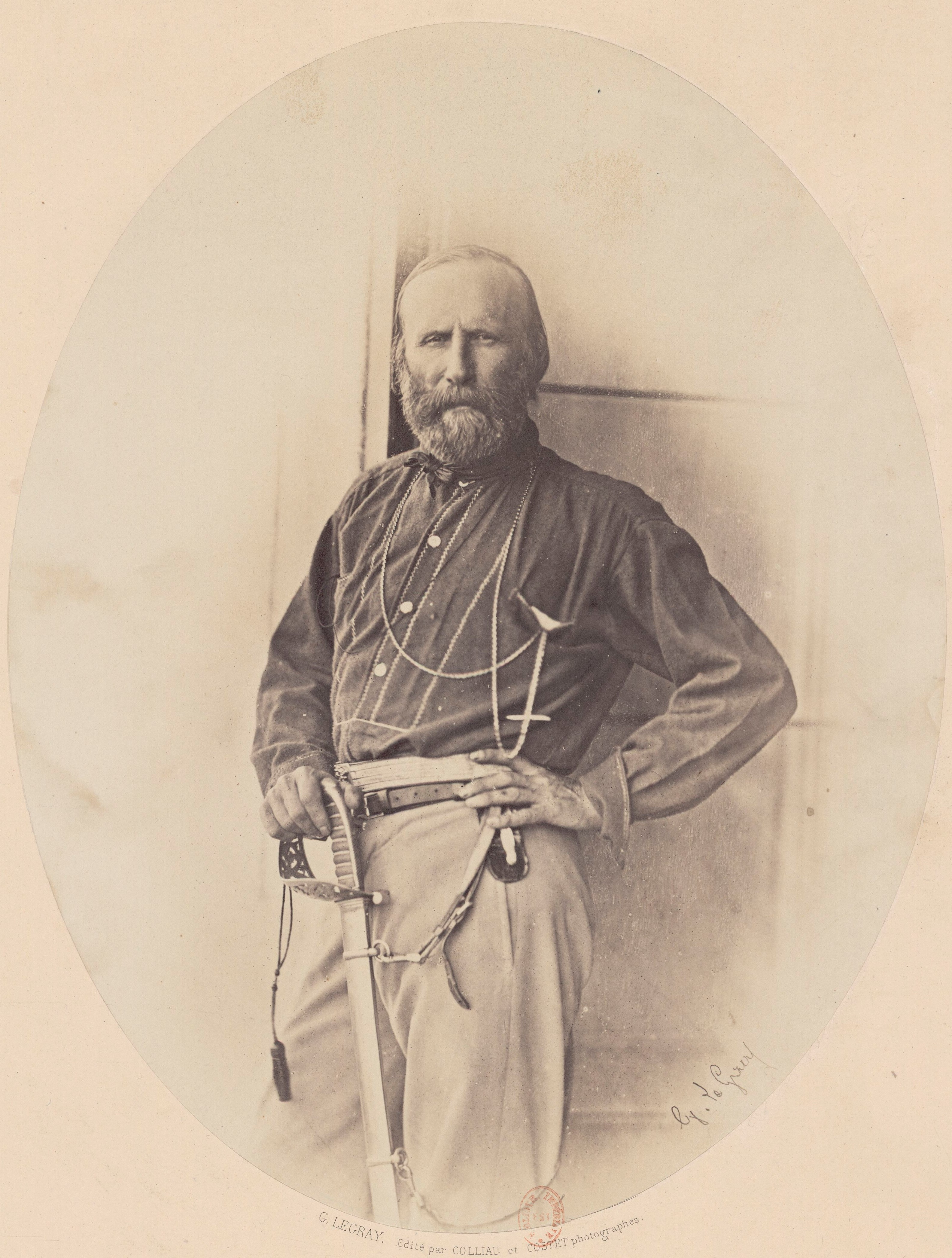
Giuseppe Garibaldi (Nice, 4 de julho de 1807 - Caprera, 2 de junho de 1882) foi um militar a político italiano, que conquistou o Reino das Duas Sicílias, anexando-a ao Reino da Sardenha, realizando assim a unificação italiana

A batalha continuava no oeste. Em San Tamuuro, recuperado pelos camisas vermelhas, as tropas borbônicas voltaram a atacar rompendo as defesas garibaldinas. Na zona esquerda de Santa Maria, que estava desprotegido, os napolitanos avançaram vitoriosos. 
Neste ponto foi necessário a habilidade de Garibaldi para contornar a situação, movimentando as reservas no justo momento que os generais inimigos cometiam erros e aproveitando essas falhas.  
Garibaldi, vendo que San Angelo e Santa Maria estavam perdidos, regressou para Caserta e mandou a combate os reservas, os quais chegaram velozmente em Santa Maria graças a ferrovia. Com estes reforços, os garibaldinos começaram a ganhar terreno contra as tropas borbônicas. 
As duas da tarde, o regimento borbônico, rodeado pelas tropas inimigas, teve que abandonar o campo de combate e se retirar para Capua

#### O avanço da guarda real
Enquanto isso,o rei Franciso II das Duas Sicílias ordenou Ritucci enviar a Guarda Real contra Santa Maria Capua Vetere, Assim o primeiro e segundo regimento de granadeiros foram mandandos a combate. A guarda avançou mas foi surpreendida pelos canhões inimigos de Milbitz. Os mebros da guarda, incapazes de avançar, fugiram em pânico apesar do esforço de Nicola Cetrangolo que comandava o batalhão. Também foi inútil a intervenção do rei, que tentava dar ânimo às tropas. Já vencida, a Guarda real realizou uma retirada desordenada. 
Desiludido pelo comportamento do mais ilustres exércitos do reino, Francisco II ordenou o avanço da cavalaria formada por dois esquadrões do segundo regimento de hussardos guiados pelo tenente-coronel Filippp Pisacane, os quais foram atacados sob o terrível fogo da artilharia inimiga e se deram em fuga. Todos os soldados borbônicos da frente oeste se retiraram para Capua. 

#### A retirada na frente leste
Enquanto isso, na frente leste, Von Mechel se deteve esperando a chegada de Ruiz de Ballasteros para atacar Caserta. Porém Ruiz não chegava, e então avançou o contra ataque de Bixio, que reorganizado e com reforços, atacou as tropas borbônicas. Depois de duros combates, como Ruiz de Ballesteros não chegava, von Mechel não pode resistir ao ataque inimigos e as três da tarde teve que debandar em retirada. 
Ao mesmo tempo, Ruiz estava em Caserta Vecchia com 5.000 homens disposto a seguir avançando. Porém a noite chegou uma mensagem de Von Mechel que comunicava a sua própria retirada. Reunido com um conselho de oficiais superiores, Ruiz decidiu retirar-se para Caiazzo, porém não teve tempo de avisar todas as suas tropas, porque algumas delas estavam atacando os garibaldinos. Ruiz se retirou em plena batalha deixando desprotegido uns 2.000 homens. 
Na madrugada de 2 de outubro as poucas tropas napolitanas, já sem oportunidade de vitória, se renderam e os 2.000 soldados foram feitos prisioneiros.

## Consequências
A mais grande batalha de toda a expedição de Garibaldi estava terminada. O custo para os invasores era de 306 mortos, 1528 feridos e 1389 prisioneiros tomados pelo inimigo. As perdas napolitanas foram de 308 mortos,  820 feridos e 2507 prisioneiros 
tomados pelo inimigo. 
Os napolitanos não obtiveram sucesso em capturar Caserta, por isso a vitória dos garibaldinos, apesar de ser defensiva. Os soldados napolitanos não foram inferiores em agressividade, coragem e espírito de sacrifício, salvo a Guarda Real e as tropas de Ruiz de Ballesteros, que foram a principal causa da derrota. Do lado piemontês foi decisiva a habilidade bélica de Garibaldi que soube manejar bem suas tropas.
Pelas numerosas baixas, Garibaldi solicitou ajuda militar ao governo piemontês e Francisco II quis aproveitar a estagnação dos garibaldinos para voltar a atacar; mas os generais o aconselharam a se reorganizar as forças e então se retirou de Cápua para Gaeta, perdendo a última oportunidade de recuperar o seu trono. 
Já quando Piemonte enviou mais tropas ao sul, Francisco II não pode resistir e depois de ser derrotado na cerco de Gaeta, e se viu obrigado a abandonar o seu país que foi conquistado por Piemonte.